# Pangram
Ett pangram, från grekiskans pan gramma vilket ungefär betyder "varje bokstav", är en text som innehåller, eller bör innehålla, varje bokstav i alfabetet. Förutom för nöjes skull används pangram ofta inom typografin för att visa exempel på utseende hos typsnitt. Ett tidigare användningsområde var vid test av skrivmaskiner, skrivare, telex och liknande utrustning.
Ett äkta pangram innehåller alla alfabetets bokstäver, och ett perfekt pangram innehåller varje bokstav endast en gång. Perfekta pangram på svenska innehåller mer eller mindre påhittade ord och krystade meningar.

## I olika språk

### Engelska pangram
Det mest kända engelska pangrammet är antagligen "the quick brown fox jumps over the lazy dog", som utvecklades av Western Union för att prova tillförlitligheten hos telexsystem. Med signalist-jargong benämnes sekvensen inofficiellt QBF och ger därför intryck av att vara en så kallad Q-förkortning.

### Finska pangram
Ett finskt perfekt pangram är "Törkylempijävongahdus", som inte innehåller bokstäver som endast förekommer i lånord. (På svenska "Ju mer du tänker, desto mer kommer du att kunna göra det.")  

### Svenska pangram
- Flygande bäckasiner söka hwila på mjuka tuvor – (saknar q, x och z). Vid prov av fjärrskriftsmaskiner läggs bokstäverna QXZ samt siffrorna 1234567890 till,[1] vilket gör sekvensen till ett äkta pangram.
- Yxmördaren Julia Blomqvist på fäktning i Schweiz – ett äkta pangram med rimlig semantik.
- Schweiz för lyxfjäder på qvist bakom ugn –    Ett äkta pangram där de dubblerade bokstäverna bildar ordet Serif.
- FAQ om Schweiz: Klöv du trång pjäxby? – ett äkta, perfekt pangram, även om innebörden kan tyckas krystad och pangrammet innehåller en förkortning på engelska.
- Yxskaftbud, ge vår WC-zonmö IQ-hjälp. – också ett exempel på ett perfekt pangram.
- Gud hjälpe Zorns mö qwickt få byx av. – ett annat perfekt pangram, med gammal stavning, dialektalt och måhända osedligt innehåll. Den äldre varianten "Gud hjälpe Zorns mö qvickt få byxa" kunde räknas som ett perfekt pangram när w bara var en form av v.
- Byxfjärmat föl gick på duvshowen – saknar q och z, men innehåller kombinationerna ”fj” och ”fö”, vilket gör det till ett bra pangram för att bedöma hur väl ett typsnitt passar för att sätta svensk text.
- Tjock ges BMW på quiz, hänförd av lyx. – ännu ett perfekt pangram, dessutom med en logisk innebörd.
- Skym högväxt clown, fejd på barquiz. – ett perfekt pangram utan förkortningar.

## Självnumrerande pangram
Ett självnumrerande pangram är ett pangram som beskriver antalet bokstäver det innehåller:
Detta pangram innehåller sex a:n, ett b, två c:n, två d:n, tjugotre e:n, tre f, fyra g:n, tre h:n, tre i:n, sju j:n, ett k, tre l, tre m, tjugo n, sex o:n, två p:n, ett q, tretton r, sju s, trettioåtta t:n, sju u:n, fem v:n, ett w, tre x, två y:n, ett z, sju å:n, ett ä och ett ö.